# Ceratonetha chrysocrypta
Ceratonetha chrysocrypta är en fjärilsart som beskrevs av Diakonoff 1947. Ceratonetha chrysocrypta ingår i släktet Ceratonetha och familjen säckspinnare. Inga underarter finns listade i Catalogue of Life.